# 芳玉
芳玉（ほうぎょく）は、日本・徳島県で育成されたイチゴの品種。1969年に日本で初めてイチゴの炭そ病の罹病が確認された品種でもある。

## 概要
1956年に徳島県農業試験場で育成された品種である。当時、徳島県では促成イチゴ栽培は行われていなかったが、福羽いちごに代る栽培しやすい品種を目標として育成された。芳玉は「徳島イチゴ」として大阪市場を風靡することになる。
1969年時点では徳島県内で栽培されるイチゴの約8割を占めていた。徳島県以外ではほとんど栽培されていなかった。
しかしながら、芳玉と同様に炭そ病に罹病性がある麗紅（千葉県育成品種）の栽培地が広がると共に、1980年頃から炭そ病の発症が日本全国でみられるようになり、炭そ病に耐性のある宝交早生から女峰、とよのかといった同様に罹病性のある品種の栽培が日本全国的に主流になると共に、イチゴの炭そ病は最重要病害として認知されるようになった。

## 特徴
- 外形はやや長い円錐形[1]。
- 果肉の肉質は緻密であるが、軟らかい[1]。
- 果皮色は鮮紅色で光沢もよい[1]。

## 論文
1. 1 2 3 4 5  “芳玉（いちご）”. .tsuji. 2024年2月1日閲覧。
2. 1 2 3 4  “イチゴ炭そ病の発生に及ぼすいくつかの要因” (PDF). 四国植物防疫研究協議会. 2024年2月1日閲覧。
3. 1 2 3  “第２２章　藍住分場における研究（昭和２７年６月～昭和４６年６月）” (PDF). 徳島県立図書館. 2024年2月1日閲覧。
4. ↑  『イチゴ大事典』農山漁村文化協会、2016年、247頁。ISBN 978-4540151538。